# مركز أبحاث السلام والتنمية (بونتلاند)
مركز بونت لاند لبحوث التنمية أو مركز أبحاث السلام والتنمية «PDRC» هو منظمة غير حكومية محلية «LNGO» مقرها في جروي، العاصمة الإدارية لولاية أرض البنط المتمتعة بالحكم الذاتي في شمال شرق الصومال. وهي تلعب دورا رئيسيا في البحث والتمويل من أجل تطوير مبادرات السلام المحلي والحكم الفعال.

## حساب تعريفي
ويدير «مركز أبحاث السلام والتنمية» مجلس إدارة يتألف من سبعة أعضاء؛ خمسة رجال وامرأتان. يقود هذه المنظمة غير الحكومية المدير عبد الرحمن عبد الله عثمان (شوكى).
الهدف المعلن للمركز هو تعزيز بناء السلام وإعادة الإعمار الوطني في أعقاب الحرب الأهلية الصومالية وآثارها اللاحقة. ومن خلال الحوار بين الجهات الفاعلة الوطنية والدولية الرئيسية، يسعى «مركز أبحاث السلام والتنمية» إلى تشجيع القيم الديمقراطية. وفي هذه العملية، تأمل في النهوض بالتنمية الاجتماعية والاقتصادية باحترام حقوق الإنسان، واستخدام الموارد بكفاءة ومعاملة السكان المحليين على قدم المساواة.

## تاريخ
تأسست «مركز أبحاث السلام والتنمية» في 30 أكتوبر/تشرين الأول 1999.
وفي العقد الماضي، بذلت عدة محاولات لتحسين نوعية الحكم في أرض البنط. ولهذه الغاية، نفذ المركز في عام 2001 بعثة بونتلاند للسلام، وهي مبادرة سعت إلى حل الخلافات بين إدارة المنطقة آنذاك وجماعات المعارضة.
كما نظمت «مركز أبحاث السلام والتنمية» مسيرات سلام في جميع أنحاء المقاطعة.
وفي أوائل عام 2004، بدأ «مركز أبحاث السلام والتنمية» أيضا في التأكيد على الحاجة إلى إجراء بحوث في مجالات مثل إضفاء الطابع الديمقراطي على النظام السياسي في بونتلاند، وإدارة الإيرادات العامة، وتوطيد اتفاق مودوغ للسلام والمصالحة الوطنية.l. وأظهر المبادرات التي تم اتخاذها لتحسين نوعية الحكم في الصومال. في نفس العام، تعاونت «مركز أبحاث السلام والتنمية» مع مشروع المجتمعات التي مزقتها الحرب (WSP) في محاولة لتجنب فراغ السلطة في الهيكل السياسي في بونت لاند آنذاك
وفي الآونة الأخيرة، واصلت مفوضية «مركز أبحاث السلام والتنمية» لعب دور رئيسي في البحث والتمويل من أجل تنمية السلام ومبادرات الحكم الفعال في بونتلاند. وفقًا لمركز أبحاث السلام والتنمية، يزيد الحكم الرشيد من مشاركة الناس في صنع القرار، ويمكّن من لامركزية السلطة من المركز إلى المستوى الإقليمي والمجتمعي، ويسمح بالشفافية في صنع القرار.
وفي عام 2016، غيرت «PDRC» اسمها من «مركز أبحاث تنمية بونتلاند» إلى «مركز أبحاث السلام والتنمية». والسبب هو أن المركز تخطط لتوسيع وجودها وعملها في بقية أنحاء الصومال. وتقيم مركز أبحاث السلام والتنمية شراكة مع «إنتربيس»، وهي منظمة غير ربحية لبناء السلام مقرها جنيف.